# Mecocerculus leucophrys
Mecocerculus leucophrys là một loài chim trong họ Tyrannidae.
Loài này phân bố ở Ecuador, Boliviar, Colombia, Venezuela, Brasil.